# Rävtomta
Rävtomta är en gård i Åsbo socken, Boxholms kommun. Gården består av 1/2 hemman frälse och är ännu 2014 i bruk. Längs gården rinner lillån. Gården är äldre än 1638 då den nämns i en karta och gården består då av 1/2 kronohemman.

## Geografi
Runt om gården finns ett antal gårdar som gränsar nämligen Boxholm, Lockarp, Norra Kvisselhult, Strålsnäs och Sättertorp. På ägorna har även funnits en bit av Sättertorpssjön.

## Brukare av gården
Gården delades mellan fadern Jonas Svensson och sonen Sven Jonsson mellan år 1801-1808.
| Period     | Namn                                 | Levnadstid  |
| ---------- | ------------------------------------ | ----------- |
| 1571-1595  | Swen                                 |             |
| 1601-1622  | Jonn                                 |             |
| 1631-1635  | Olof                                 |             |
| 1642-1650  | Måns                                 |             |
| 1651-1652  | ?                                    |             |
| 1654-1657  | Bengt                                |             |
| 1658       | Anders Börjesson                     |             |
| 1659-1666  | Bengt Andersson                      |             |
| 1667-1668  | Ingeborg                             |             |
| 1669-1686  | Håkan Bengtsson                      |             |
| 1688-1723  | Pehr Håkansson                       |             |
| 1727       | Olof                                 |             |
| 1734       | Nils                                 |             |
| 1737-1751  | Jöns Andersson                       |             |
| 1740-1751  | Per Andersson                        |             |
| 1753-1754  | Per                                  |             |
| 1756-1759  | Per                                  |             |
| 1761       | Per                                  |             |
| 1765       | Per                                  |             |
| 1771       | Per Jonsson                          |             |
| 1784-1795  | Sven Svensson                        | 1751-       |
| 1795-1812  | Jonas Svensson                       | 1743-       |
| 1801-1808  | Sven Jonsson                         | 1778-       |
| 1812-1821  | Daniel Nilsson                       | 1790-       |
| 1821-1825  | Carl Nilsson                         | 1788-       |
| 1825-1828  | Johan Andersson                      | 1781-1828   |
| 1829-1839  | Anders Jonsson                       | 1779-       |
| 1839-1850  | Anders Hercules                      | 1796-       |
| 1850-1866  | Gustaf Persson                       | 1820-       |
| 1866-1868  | Sven Nilsson                         | 1825-       |
| 1868-1888  | Anders Johan Jonsson                 | 1824-1913   |
| 1888-1915  | Carl Johan Lindahl                   | 1855-1941   |
| 1915-1947  | Emil Lindahl                         | 1888-1963   |
| 1947-1961  | Karl Emil Karlsson                   |             |
| 1961- 2011 | Olle Karlsson                        | 1926-2019   |
| 2011-2021  | Lars Karlsson                        | 1957-2021   |
| 2021-      | Alexandra Karlsson Christian Nilsson | 1991- 1987- |

## Namnet
Det stavas 1638 Räfuetomptan.